# Jyrängönvirta

Le courant de Jyränkö (français : Jyrängönvirta) est un tronçon du Kymijoki à Heinola en Finlande

## Description
Le Jyrängönvirta désigne une partie du Kymijoki à proximité du centre d'Heinola.

### Rapides
Les deux rapides du Jyrängönvirta  sous les ponts du centre-ville sont : Isokoski et Pikkukoski.
Selon la tradition orale, les rapides Pikkukoski peu profonds ont été excavés par l'homme et l'Isokoski plus grands et plus profonds sont l'ancienne route naturelle du Kymijoki.

### Îles
Entre les rapides se trouve l'ile Siltasaari, traversée par la route régionale 140 et un chemin de circulation douce.
Un pont ferroviaire, achevé en 1931, enjambe l'île.
Un demi-kilomètre en aval des ponts se trouve l'ile Koskensaari, au nord-est de laquelle coule le lit principal du fleuve Kymijoki.
Du côté sud-ouest de Koskensaari, le remblai appelé Penikkasilta menant à l'île a un petit pont.
Koskensaari, longue de moins d'un kilomètre, offre un sentier de découverte de la nature avec des emplacements pour feux de camp et des remises à bois.

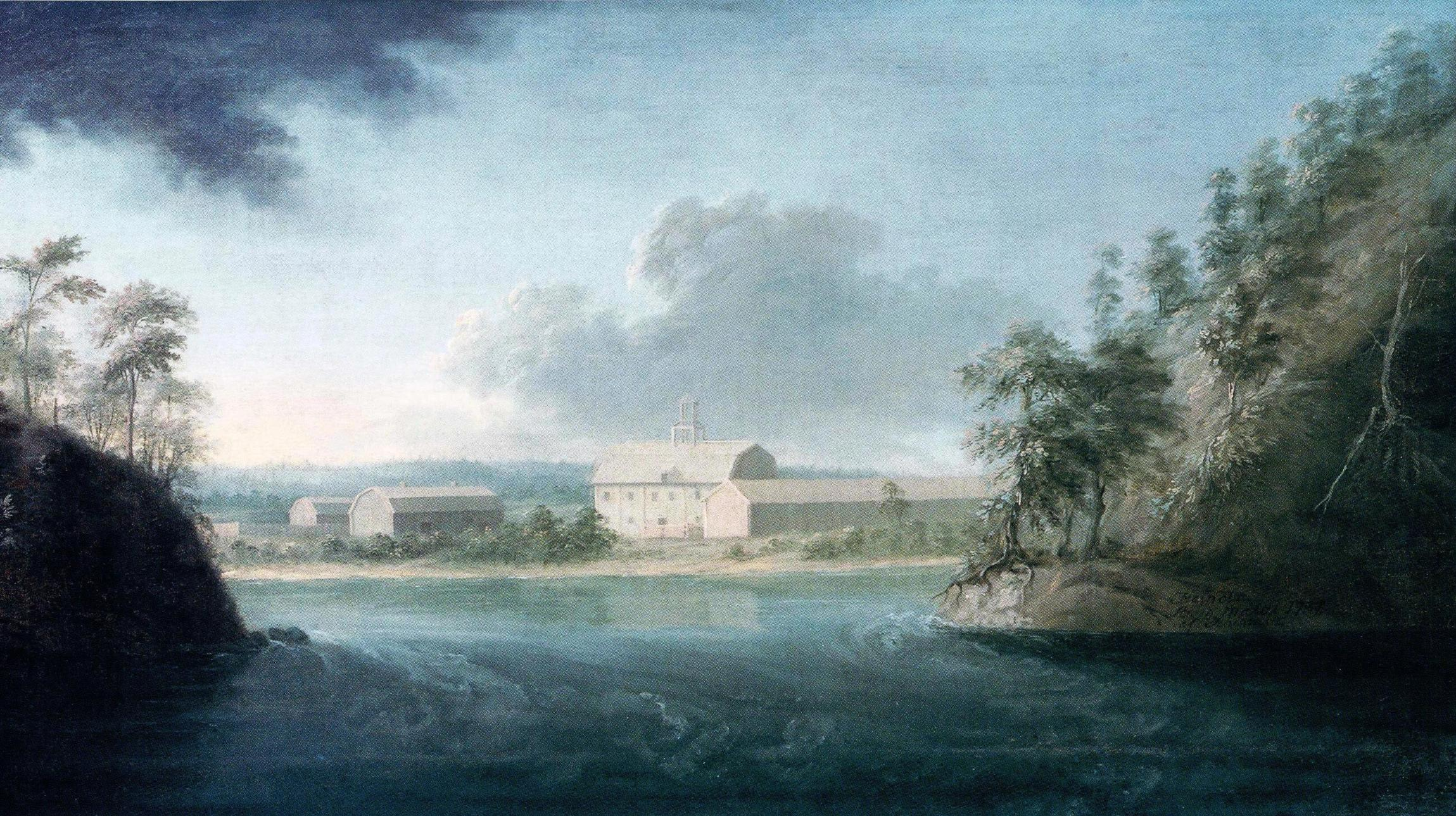
Le Jyrängönvirta peint par Nils Schillmark en 1787.